# من تبریز

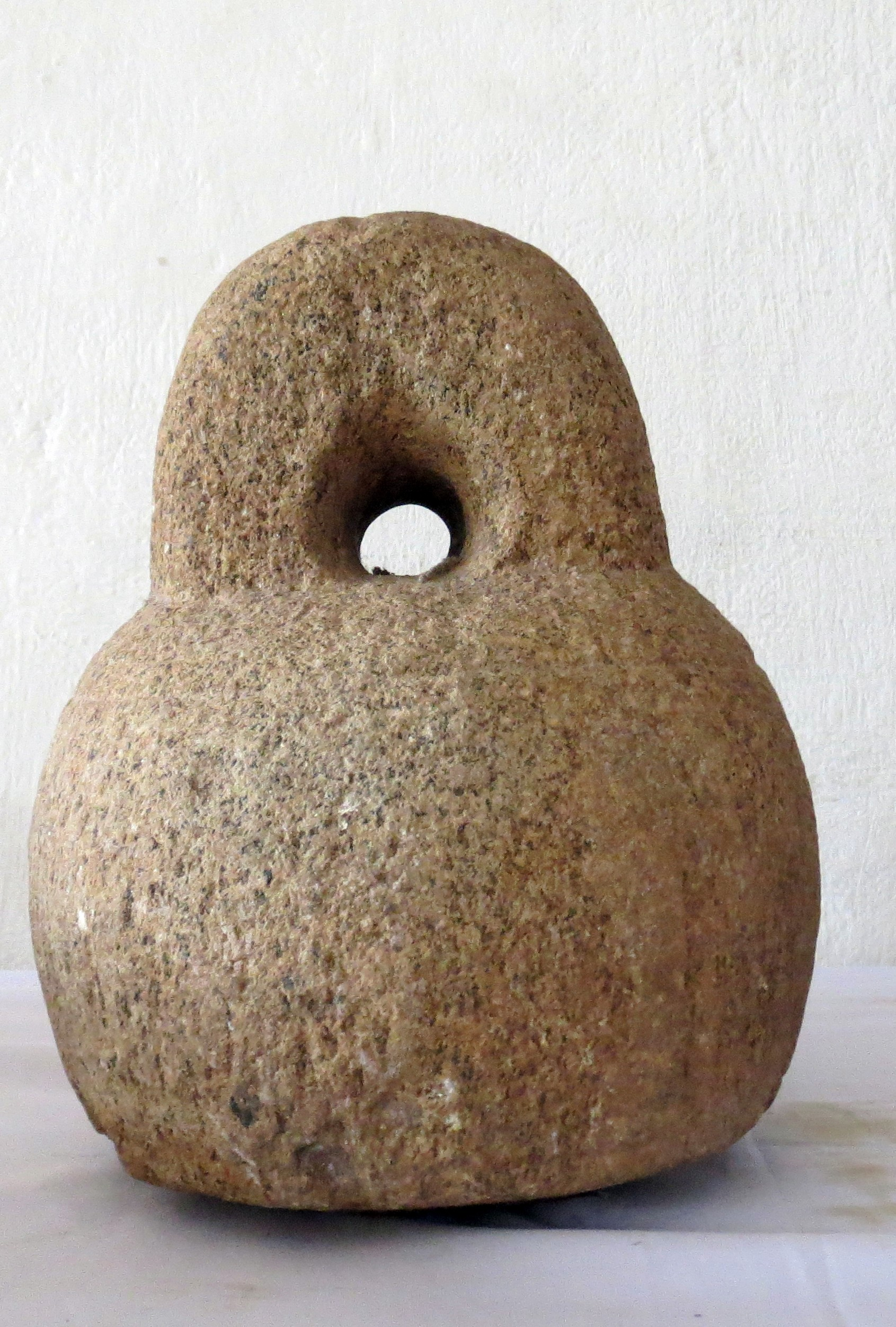
این‌قطعه سنگ، یک‌واحد اندازه‌گیری قدیمی «مَن» است.

مَنِ تبریز واحد سنتی ایرانی برای جرم است که معادل چهل سیر یا ۱۵۰۰۰ قیراط می‌شود؛ بنابراین هر من تبریز برابر با ۳ کیلوگرم است. البته صاحب قرابادین جناب عقیلی خراسانی گفته است من تبریز ششصد مثقال صیرفی است و با این حساب من تبریز معادل ۲۷۶۴٫۸ گرم خواهد بود.عقیلی خراسانی، سید محمدحسین. قرابادین کبیر. انتشارات دانشگاه علوم پزشکی تهران. ج ۱ ص ۵۷۸
«من تبریز» در مجموعهٔ «من» های ایران، معروف‌ترین است. بقیهٔ من‌ها عبارتند از:
«من سنگ شاه» اصفهان که معادل دو من تبریز و برابر با ۶ کیلوگرم است.
«من ری» یا فقط «ری» که معادل چهار من تبریز و برابر با ۱۲ کیلوگرم است.
«من بلداجی» که معادل شش من تبریز و برابر با ۱۸ کیلوگرم است.
«من لرستان» که معادل ده‌سوم من تبریز و برابر با ۱۰ کیلوگرم است.
هر من زمین کشاورزی در الشتر لرستان با ۱۶۰ متر مربع محاسبه می‌شود.
در حساب سیاق ایرانی، من و خروار دو پسوندی هستند که سیاق جنسی را تشکیل می‌دهند. در سیاق، «من» معمولاً من تبریز فرض می‌شود.
واژه من ظاهراً کوتاه‌شده واژه باتمان است که در مناطقی از آسیا رواج داشته‌است. واژه باتمان را شکل ترکی‌شده کلمه «پَتمان» فارسی میانه می‌دانند که همان واژه پیمان و پیمانه فارسی است.